# La jungla d'asfalt
La jungla d'asfalt (títol original en anglès The Asphalt Jungle) és una pel·lícula de cinema negre nord-americà dirigida per John Huston i estrenada l'any 1950. Basada en la novel·la homònima de 1949 de W. R. Burnett, explica la història d'un robatori de joies en una ciutat del mig oest. La pel·lícula és protagonitzada per Sterling Hayden, Louis Calhern i Jean Hagen, i compta amb la contribució de James Whitmore, Sam Jaffe i John McIntire. També apareix Marilyn Monroe, en un dels seus primers papers.
La pel·lícula va ser nominada a quatre premis de l'Acadèmia. El 2008, La jungla d'asfalt va ser seleccionada per a la seva preservació al National Film Registry dels Estats Units per la Biblioteca del Congrés com a "important cultural, històricament o estèticament".
Es va emetre i doblar al català el 1990.

## Producció
La pel·lícula va ser una adaptació del director John Huston i el guionista Ben Maddow de la novel·la de 1949 de W. R. Burnett. Va ser recolzat pels estudis de cinema Metro-Goldwyn-Mayer, on va rebre llum verda pel cap de producció Dore Schary, davant les objeccions del cap de l'estudi Louis B. Mayer. Des de la publicació de la primera novel·la de Burnett, Little Caesar el 1929, Burnett va tenir un fort historial de llibres que es van adaptar a pel·lícules poc després de la seva publicació. Huston i Ben Maddow van escriure l'adaptació, que va posar èmfasi en la història dels lladres i va reduir l'aspecte del procediment policial. Burnett va ser consultat mentre s'estava escrivint el guió del rodatge, i va aprovar la versió final.
La producció a La Jungla d'Asfalt va tenir lloc des del 21 d'octubre de 1949 fins a finals de desembre d'aquell any. El rodatge de localitzacions va tenir lloc a Lexington i Keeneland, Kentucky i Cincinnati, Ohio.
En el rodatge de la pel·lícula, Huston es va veure influenciat per pel·lícules neorealistes europees com Roma, ciutat oberta (1945) i El lladre de bicicletes (1948). Va combinar el naturalisme d'aquest gènere amb l'aspecte estilitzat del cinema negre i les pel·lícules criminals de Hollywood.
Les principals preocupacions de la producció de Motion Picture Association amb el guió van ser la descripció detallada del atracament i el fet que el personatge de l'advocat corrupte Emmerich semblava enganyar la justícia suicidant-se. Ni l'estudi ni els censors van interferir significativament amb el guió, però, i tant el robatori com el suïcidi van aparèixer al tall final. L'escena del suïcidi va ser reescrita: l'escena original tenia Emmerich acabant una nota de suïcidi, mentre que l'escena revisada fa que no pugui escriure la nota i estar extremadament agitat per la decisió de suïcidar-se.
La primera opció de Huston per al paper interpretat per Marilyn Monroe va ser Lola Albright, que no estava disponible. Huston va portar a Monroe per a una prova de pantalla i va assajar amb ella al seu despatx. No estava convençut que fos adequada per al paper i la va acomiadar, però va canviar d'opinió quan la va veure sortir de l'habitació. Segons l'autoritat del cinema negre Eddie Muller, Huston va dir més tard que Monroe era "una de les poques actrius que podia fer una entrada sortint de la sala". El paper va ser un gran èxit per a Monroe.
Tant Huston com l'estrella Sterling Hayden, un heroi de guerra, eren membres del Comitè per a la Primera Esmena, que es va oposar a la llista negra de presumptes comunistes actius a la indústria cinematogràfica durant la por roja.

## Argument
Un lladre de fama llegendària com a planificador, Erwin "Doc" Riedenschneider (Sam Jaffe), deixa la presó sota llibertat condicional. Per al proper robatori busca la complicitat en un advocat corrupte, Alonzo Emmerich (Louis Calhern), qui comprarà en efectiu el total del robatori. El botí pot arribar al milió de dòlars.
Doc reuneix un grup d'experimentats criminals amb aquesta finalitat. La banda està composta per, Cobby (Marc Lawrence) que farà de coordinador; Louis Ciavelli (Anthony Caruso), un dinamiter de caixes fortes; Gus Minissi (James Whitmore), propietari d'un petit bar que farà de conductor, i Dix Handley (Sterling Hayden), granger arruïnat per la Gran Depressió, que actuarà com a guardaespatlles.
El pla consisteix a robar a la nit una joieria. El grup de delinqüents comença el robatori meticulosament planejat, amb el dinamiter Ciavelli introduint-se a la joieria, després d'esquivar algunes dificultats, desconnectant l'alarma d'una porta per donar pas als seus companys i arribant tots a la gran caixa forta. El mateix Ciavelli prepara l'explosió amb nitroglicerina que volarà la porta de la caixa. Tot ha sortit perfecte fins aquell moment, però l'explosió provoca que diverses alarmes de negocis i botigues veïnes comencin a funcionar, atraient la presència de la policia abans del que s'esperava. Un guàrdia de seguretat decideix revisar tots els locals, i quan entra a la joieria és colpejat per Dix, el mató. El guàrdia, desmaiat, deixa caure el seu revòlver i aquest es dispara ferint Ciavelli. Els bandits aconsegueixen escapar, emportant-se amb ells el botí i Ciavelli.
Doc i Dix arriben amb el botí a la residència d'Emmerich, però l'advocat tenia planejat trair-los, quedant-s-ho tot i fugir amb la seva jove amant Angela Phinlay (Marilyn Monroe) a Europa. Doc, que ja sospitava una traïció, refusa a lliurar el botí. Acorden una propera reunió per tancar el negoci. Aquesta es realitza, però amb la presència de Bob Brannom (Brad Dexter), un investigador privat, com a guardaespatlles d'Emmerich. Les coses comencen a posar-se difícils i esclata un tiroteig en què mor Brannom i Dix queda ferit. Doc i Dix fugen emportant-se amb ells el botí.
Pressionat pel seu cap assetjat per la premsa, un policia corrupte, el tinent Ditrich (Barry Kelley) comença a pressionar Cobby, que era el seu bufó, per obtenir informació. Mica en mica es va assabentant del robatori i pretén una part del botí, però Cobby ja no en té més informació. El policia, enfurismat, el copeja fins a assabentar-se de tots els noms dels membres de la banda.
Comença l'enfonsament de la banda, i els delinqüents van caient un per un. Alonzo Emmerich és interrogat per la policia i en un moment es retira al seu estudi, on se suïcida. Ciavelli mor de les ferides per falta d'atenció mèdica. Minissi cau fàcilment. Doc i Dix aconsegueixen amagar-se i planegen la fugida. Amb una mica de diners i sagnant, Dix amb la seva nòvia Doll Conovan (Jean Hagen) emprenen viatge en un automòbil a l'exgranja de Dix. Doc contracta un taxista perquè el tregui de la ciutat, però s'atura en un cafè, on una parella jove està ballant. Fascinat pels moviments de la noia, li regala una quantitat de monedes per a la gramola i li demana que balli per a ell. La seva luxúria serà la seva perdició, ja que la policia ho espera a les portes del cafè. L'escena final passa amb Dix, delirant i ja agonitzant, arribant a la seva exgranja i caient mort a l'entrada.

## Repartiment
- Sterling Hayden: Dix Handley
- Louis Calhern: Alonzo D. Emmerich
- Jean Hagen: Doll Conovan
- James Whitmore: Gus Minissi
- Sam Jaffe: « Doc » Erwin Riedenschneider
- John McIntire: le prefecte de policia Hardy
- Marc Lawrence: « Cobby » Cobb
- Barry Kelley: Tinent Ditrich
- Anthony Caruso: Louis Ciavelli
- Teresa Celli: Maria Ciavelli
- Marilyn Monroe: Angela Phinlay
- Brad Dexter: Bob Brannom
- Dorothy Tree: May Emmerich
- John Maxwell: Dr. Swanson

## Premis i Nominacions

### Nominacions[9]
- Oscar a la millor direcció (John Huston)
- Oscar al millor guió (Ben Maddow, John Huston)
- Oscar al millor actor secundari (Sam Jaffe)
- Oscar a la millor fotografia (Harold Rosson)